# Industrieel graduaat
Industrieel graduaat is de officieuze benaming voor iemand die in Vlaanderen een graduaatsdiploma heeft behaald met een kwalificatie binnen de zogenaamde industriële wetenschappen. (bijvoorbeeld bouwkunde, chemie, elektriciteit)
Een graduaatsdiploma wordt behaald na 3 jaar beroepsgerichte studie in het Vlaamse Hoger Onderwijs. In de bachelor-masterstructuur wordt het diploma van graduaat vervangen door een (professioneel) bachelordiploma.